# Raymond Ochoa
Raymond Ochoa (San Diego, 12 ottobre 2001) è un attore statunitense.

## Filmografia parziale

### Cinema
- A Christmas Carol, regia di Robert Zemeckis (2009)
- Milo su Marte (Mars Needs Moms), regia di Simon Wells (2011)
- Charlie: A Toy Story, regia di Garry A. Brown (2013)
- Lovesick, regia di Luke Matheny (2014)
- Il viaggio di Arlo, regia di Peter Sohn (2015)

### Televisione
- 10 Items or Less (2006-2009; 3 episodi)
- Hank (2009-2010; 3 ep.)
- Coppia di re (2010-2012; 3 ep.)